# سفين شولتسه (لاعب كرة سلة)
سفين شولتز (بالألمانية: Sven Schultze)‏ مواليد 11 يوليو 1978، هو لاعب كرة سلة ألماني بدأ مسيرته الاحترافية في سنة 1995 يلعب في الدوري الألماني لكرة السلة ويحمل الرقم 6. يبلغ طوله 6 قدم 9 بوصة (2.1 م).

## فرق لعب لها
- بروس باسكتس
- ألبا برلين
- أولمبيا ميلانو
- ألبا برلين

## روابط خارجية
- سفين شولتز على موقع الاتحاد الدولي لكرة السلة (الإنجليزية)
- سفين شولتز على موقع كرة السلة الأوروبية.كوم (الإنجليزية)
- سفين شولتز على موقع ريلجم (الإنجليزية)
- سفين شولتز على موقع بروبوليرز (الإنجليزية)
- سفين شولتز على موقع سبورتس رفرنس (الإنجليزية)
- سفين شولتز على موقع أوليمبيديا (الإنجليزية)